# Carmelina Barberis
Carmen Barberis Gil (La Habana, 8 de agosto de 1938) es una cantante cubana.
Ha sido intérprete de puntos cubanos y de los géneros provenientes de la música campesina.

## Nacimiento
Carmen Emilia Barberis Gil nació en el histórico barrio Habana Vieja.
En 1948 ―con solo diez años de edad― comenzó su carrera artística en un programa de aficionados llamado Buscando al príncipe del punto cubano, que transmitía la radio Cadena Azul, de Amado Trinidad Velasco, donde se alzó con el título de «reina campesina».

## Carrera
Durante su niñez cantó en distintas emisoras locales, que en la época existían en la capital cubana, como La Casa de las Medias, La Loma de Mazo, La Mil Diez y Radio García Serra.
En 1950 encabezó la lista de los fundadores de la televisión cubana, en un programa conducido por Lolita Berrio. Y en 1954 trabajó en un programa llamado El guateque de Apolonio, que dirigía José Sanabria (el Viejito Chichí). Al mismo tiempo participaba de la mano del Indio Naborí en El conuco de Liborio, programa matutino de Radio Progreso en Cadena Roja, con los Hermanos Quiroga, y también en Radio Cadena Habana, donde compartía escena entre otros con Celia Cruz y la Sonora Matancera, en el programa Patria Guajira, dirigido por Justo Vega en 1957.

### Giras
En 1959, la popular cantante viajó a Viena (Austria) representando la música campesina junto a un grupo de artistas cubanos, para participar en el VII Festival de la Juventud y los Estudiantes. Desde allí partieron hacia la Unión Soviética, donde estaba previsto actuar una semana, con tal éxito, que permanecieron allí durante tres meses y medio, haciendo giras por las distintas ciudades soviéticas. Posteriormente se efectuaron otras giras artísticas en Francia, Checoslovaquia, Finlandia, Países Bajos, España, Vietnam, Mongolia, Corea del Norte, México, etc.
Ya en Cuba combinó sus presentaciones en numerosas actividades culturales con programas radiofónicos tales como Fiesta guajira, La parranda, Cuba Campesina, Guantanamera (Así sucedió) etc. En emisoras como Radio Rebelde, Radio Habana Cuba, Radio Progreso o Radio Taíno. Su reconocimiento público fue más notorio por su participación diaria en el Noticiero Cantado, un programa informativo con importantes niveles de audiencia que contaba por tonadas las primeras noticias del día, escritas por Orlando Laguardia y que se emitía en directo a las 5:50 de la madrugada, además de sus habituales presentaciones en el dominical Palmas y Cañas, conocido programa de la televisión cubana.
En 1991 visitó por primera vez las islas Canarias, junto a Celina González y El Piquete Cubano. En 1993 regresó a Canarias, esta vez con el Quinteto Los Candelas. En 1995 fijó su residencia en la Isla de la Palma, en compañía de uno de sus hijos, creando el grupo Carmelina y los Indianos. En 1998, las máximas autoridades de la isla de la Palma y este grupo, rindieron homenaje a su principal figura por cumplir 50 años de vida artística. La gala tuvo lugar en la plaza de Santo Domingo de Santa Cruz de La Palma (la capital palmera).

## Canciones
El repertorio campesino recoge algunos títulos popularizados por esta intérprete:
- El reto (de Julio Flores),[7]
- Alborada (de Celia Romero),
- Como se baila el son (de Guillermo Rodríguez Fife),
- Su laúd (de José Manuel Rodríguez) y hasta
- La guantanamera, su versión con décimas del Indio Naborí, la hizo ganar el reconocimiento de su autor Joseíto Fernández, quien expresó: «¡Guajira!, aún no habías nacido y ya idealizaba tu voz para interpretar mi Guantanamera».

### Guantanamera
Décimas del Indio Naborí a Carmelina Barberis (que ella canta durante la interpretación de Guantanamera.
Soy la guajira cubana
que en sus tonadas sencillas
riega en el mundo semillas
de fraternidad humana.
Mi voz los pueblos hermana
y junta los corazones
porque en mi tierra de anones,
de café, caña y tabaco
hay un delicioso ajiaco
de numerosas naciones
Soy la América Latina
rompiendo viejas mordazas,
tronco injertado de razas
desde una ilusión marina.
Soy la mujer campesina
hecha de un surco fecundo
y le doy amor profundo
a todas las almas buenas
porque yo tengo en mis venas
raíces de todo el mundo.
Según el Diccionario de la música cubana de Helio Orovio, esta cantante cubana es considerada una de las voces más características de la música guajira.